# 밀양아리랑신문
《밀양아리랑신문》은 경상남도 밀양에서 발간되는 주간신문이다.

## 역사
밀양아리랑신문은 2013년 8월 21일 문화체육관광부에 등록(허가)되었으며, 2013년 10월 10일 창간호 발행 및 창간기념식이 있었다. 발행인은 박대영이며, 등록번호는 '다01484'이다. 발행소의 주소는 경상남도 밀양시 시청로 31(내이동, 예성빌딩 2층)이다.
이 신문의 발행목적은 "밀양지역의 특성에 맞는 시민의 밝고 긍정적인 유익한 정보와 소식을 전하고자 함"이며, 밀양시민과 밀양을 사랑하는 사람들을 대상으로 보급한다.

## 발행 일자
| 호   | 발행일자                | 발행면수   |
| ---- | ----------------------- | ---------- |
| 1호  | 알 수 없음              | 알 수 없음 |
| 2호  | 2013년 10월 28일 월요일 | 12면       |
| 3호  | 2013년 11월 18일 월요일 | 12면       |
| 4호  | 2013년 12월 3일 화요일  | 12면       |
| 5호  | 2013년 12월 24일 화요일 | 12면       |
| 6호  | 2014년 1월 24일 금요일  | 12면       |
| 7호  | 2014년 3월 4일 화요일   | 12면       |
| 8호  | 2014년 4월 16일 수요일  | 12면       |
| 9호  | 2014년 5월 9일 금요일   | 12면       |
| 10호 | 2014년 5월 23일 금요일  | 12면       |
| 11호 | 2014년 6월 24일 화요일  | 12면       |
| 12호 | 2014년 6월 24일 화요일  | 12면       |
| 13호 | 2014년 6월 24일 화요일  | 12면       |
| 14호 | 2014년 6월 24일 화요일  | 12면       |
| 15호 | 알 수 없음              | 알 수 없음 |
| 16호 | 2014년 12월 29일 월요일 | 12면       |
| 17호 | 알 수 없음              | 알 수 없음 |
| 18호 | 2015년 4월 15일 수요일  | 12면       |
| 19호 | 2015년 5월 15일 금요일  | 12면       |
| 20호 | 2015년 6월 17일 수요일  | 12면       |
| 21호 | 2015년 7월 17일 금요일  | 12면       |
| 22호 | 2015년 8월 17일 월요일  | 12면       |
| 23호 | 2015년 9월 17일 목요일  | 12면       |
| 24호 | 2015년 10월 15일 목요일 | 12면       |
| 25호 | 2015년 11월 16일 월요일 | 12면       |
| 26호 | 2016년 12월 15일 화요일 | 16면       |
| 27호 | 2016년 1월 15일 금요일  | 16면       |
| 28호 | 2016년 2월 15일 월요일  | 16면       |
| 29호 | 2016년 3월 15일 월요일  | 16면       |
| 30호 | 알 수 없음              | 알 수 없음 |
| 31호 | 알 수 없음              | 알 수 없음 |
| 32호 | 알 수 없음              | 알 수 없음 |
| 33호 | 알 수 없음              | 알 수 없음 |
| 34호 | 알 수 없음              | 알 수 없음 |
| 35호 | 알 수 없음              | 알 수 없음 |
| 36호 | 알 수 없음              | 알 수 없음 |
| 37호 | 알 수 없음              | 알 수 없음 |
| 38호 | 2017년 1월 6일 금요일   | 16면       |
| 39호 | 2017년 2월 6일 월요일   | 16면       |
| 40호 | 알 수 없음              | 알 수 없음 |
| 41호 | 2017년 4월 13일 목요일  | 16면       |
| 42호 | 2017년 5월 18일 목요일  | 16면       |
| 43호 | 2017년 6월 19일 월요일  | 16면       |
| 44호 | 2017년 9월 22일 금요일  | 16면       |